# 日本カヌー工業会
日本カヌー工業会（にほんカヌーこうぎょうかい）は、カヌーのメーカーと輸入販売を行う商社により組織された業界団体である。

## 沿革
- 1983年 - アオキカヌー製作所、ファルトピア、造研、オーシャントレーディング、石井木材の5社により発足[1]
- 1989年 - 第1回日本カヌーショー開催[1]
- 1991年 - 会員数が28社となる[1]
- 1995年 - カヌーショー大阪開催[1]
- 1997年 - カヌー合同商談会開催[1]